# The Cardigans
The Cardigans (укр. Кардигани) — шведський музичний гурт, створений в Йончопінгу в 1992. Стиль колективу змінювався від альбому до альбому, від ранніх експериментів в інді-року, поп-музики в дусі 60-х і до більш властивого їм року.
Кожний з їхніх записів відкривав нові простори та приваблював увагу нової аудиторії.
Дебютний альбом Emmerdale (1994) дав їм міцний фундамент на батьківщині, на них звернули увагу і закордоном, особливо в Японії. Другий альбом (1995) із синглом «Carnival» (англ. «Карнавал») став проривним, вони отримали ще більше уваги зі сторони слухачів та критиків, і нарешті, у 1996 вийшов First Band on the Moon із хітом, що прогримів на весь світ, «Lovefool» (англ. «Кохання−обман»), а включення його у саундтрек до екранізації «Ромео та Джульєти» ще більше закріпило його популярність. Багато слухачів вважали гурт одноденним, але ці припущення були розвіяні міжнародним успіхом «My Favourite Game» (англ. «Моя улюблена гра») та «Erase/Rewind» (англ. «Стерти та перемотати») з альбому Gran Turismo (1998), ближчого до поп-музики, а також наступного альбому Long Gone Before Daylight (англ. «Пішов задовго до світанку») (2003).

## Колектив
- Петер Свенссон (швед. Peter Svensson) — гітара
- Магнус Свенінгссон (швед. Magnus Sveningsson) — бас-гітара
- Бенгт Лагерберг (швед. Bengt Lagerberg) — ударні
- Ларс-Улоф «Лассе» Юханссон (швед. Lars-Olof Johansson) — клавішні та гітара
- Ніна Перссон (швед. Nina Persson) — вокал

## Історія
Петер Свенссон та Магнус Свенінгссон, що грали спочатку в колективах хеві-метал, створили гурт в жовтні 1992 року, до них приєднались інші учасники. Живучи разом у невеликій квартирі вони записали демо, що попало в руки продюсера Тура Юханссона, який запросив їх на студію в Мальме. В 1994 у Швеції та Японії вийшов їхній дебютний альбом Emmerdale (перевидання альбому зроблено у 1997). Пісня «Rise & Shine» потрапила на радіо, а альбом був визнаний найкращим альбомом 1994 року за результатами голосування, що проводилось журналом «Slitz» (за змістом аналогічний відомішому FHM).
Кінець 1994 гурт провів у турі Європою, також велась робота над альбомом Life, що був виданий у 1995. Цей альбом приніс їм міжнародну славу і став платиновим в Японії (продано більше мільйона копій). У 1996 він виданий лейблом Minty Fresh у США, але зміст цієї версії трішки відрізнявся: у ньому були поміщені найкращі пісні з двох перших альбомів. Альбом Life показав рух гурту в сторону авангарду, особливо в плані аранжування та поліграфії.
Після успіху альбому Life The Cardigans підписують контракт із Mercury Records, за яким у 1996 випускають альбом First Band on the Moon. Музика гурту стає складнішою та загадковою, в текстах з'являються меланхолійні теми. Пісня «Lovefool» стає світовим хітом, особливо у США та Японії, де альбом стає платиновим всього за 3 тижні. Багато критиків зачислювали гурт до солодкого софт-попу завдячуючи «Lovefool», яка, хоча і допомогла стати альбому золотим в Америці, але сильно відрізнялась від усього альбому.
Gran Turismo, що вийшов в 1998, мав ще сумніший настрій. У відеокліпі до хіта «My Favourite Game» Ніна в результаті автомобільної аварії в кінці розбивалась; в початковій версії була навіть показана її відірвана голова, яка була замінена лялькою для показу на музичних каналах.
Далі слідувало довге мовчання колективу, під час якого його члени зайнялись сольними проєктами. В тому ж році була видана компіляція рідкісних, менш популярних (B-sides) композицій The Other Side of the Moon, причому тільки на території Японії.
Під час перерви Ніна Перссон видала альбом в рамках власного проєкту A Camp, пісні в якому мали такий же сумний зміст, але на фоні більш ритмічної музики. The Cardigans переспівали пісню Talking Heads «Burning Down the House» в дуеті із Томом Джонсом, що ввійшов у його альбом «Reload», Петер Свенссон працював над проєктом Paus разом із Юакімом Бергом (англ. Joakim Berg) із KentKent, а Магнус Свенінгссон записувався під псевдонімом Righteous Boy.
The Cardigans повернулись на сцену в 2003 з альбомом Long Gone Before Daylight, в цілому спокійнішим, майже повністю основаному на ліриці Ніни та Петера. Long Gone Before Daylight став одним із найбільш продаваних альбомів Швеції у 2003 з продажами понад 120 000 екземплярів (двічі платиновий). У жовтні 2005 колектив випустив свій шостий альбом Super Extra Gravity, орієнтований перш за все, по всій видимості, не на ту публіку, якій сподобався «My Favourite Game»: від поп-музики вони почали рухатися ще із попереднього альбому, таким чином набуваючи нове покоління фанатів. Super Extra Gravity досягнув першого місця у шведському хіт-параді і в цей час має понад 40 тисяч проданих копій.

## Дискографія

### Альбоми

#### Студійні альбоми
- Emmerdale (1994) SWE #29 (повторно виданий в США в 1999)
- Life (1995) SWE #20 UK #51 (повторно виданий в США в 1996)
- First Band on the Moon (1996) SWE #2 UK #18 US #35
- Gran Turismo (1998) SWE #1 UK #8 US #151
- Long Gone Before Daylight (2003) SWE #1 UK #47 (повторно виданий в США в 2004)
- Super Extra Gravity — (2005) SWE #1 UK #78

#### Компіляції
- The Other Side of the Moon (1997) — B-side та деякі композиції, видано тільки в Японії та Австралії

### Сингли
| Рік  | Сингл                                                    | UK   | SWE  |
| ---- | -------------------------------------------------------- | ---- | ---- |
| 1994 | «Rise & Shine»                                           | # 29 | # —  |
| 1994 | «Black Letter Day»                                       | # —  | # —  |
| 1994 | «Sick & Tired»                                           | # 34 | # —  |
| 1995 | «Carnival»                                               | # 35 | # —  |
| 1995 | «Hey! Get Out Of My Way»                                 | # —  | # —  |
| 1996 | «Lovefool»                                               | # 2  | # 15 |
| 1996 | «Been It»                                                | # 56 | # —  |
| 1996 | «Your New Cuckoo»                                        | # 35 | # —  |
| 1998 | «My Favourite Game»                                      | # 14 | # 3  |
| 1999 | «Erase/Rewind»                                           | # 7  | # 12 |
| 1999 | «Hanging Around»                                         | # 17 | # —  |
| 1999 | «Junk Of The Hearts»                                     | # —  | # —  |
| 1999 | «Burning Down The House (Tom Jones Feat. The Cardigans)» | # 7  | # 2  |
| 2003 | «For What It's Worth»                                    | # 31 | # 8  |
| 2003 | «You're The Storm»                                       | # 71 | # 10 |
| 2003 | «Live And Learn»                                         | # —  | # —  |
| 2005 | «I Need Some Fine Wine And You, You Need To Be Nicer»    | # 59 | # 3  |
| 2006 | «Don't Blame Your Daughter (Diamonds)»                   | # —  | # 49 |